# Universidad de Málaga

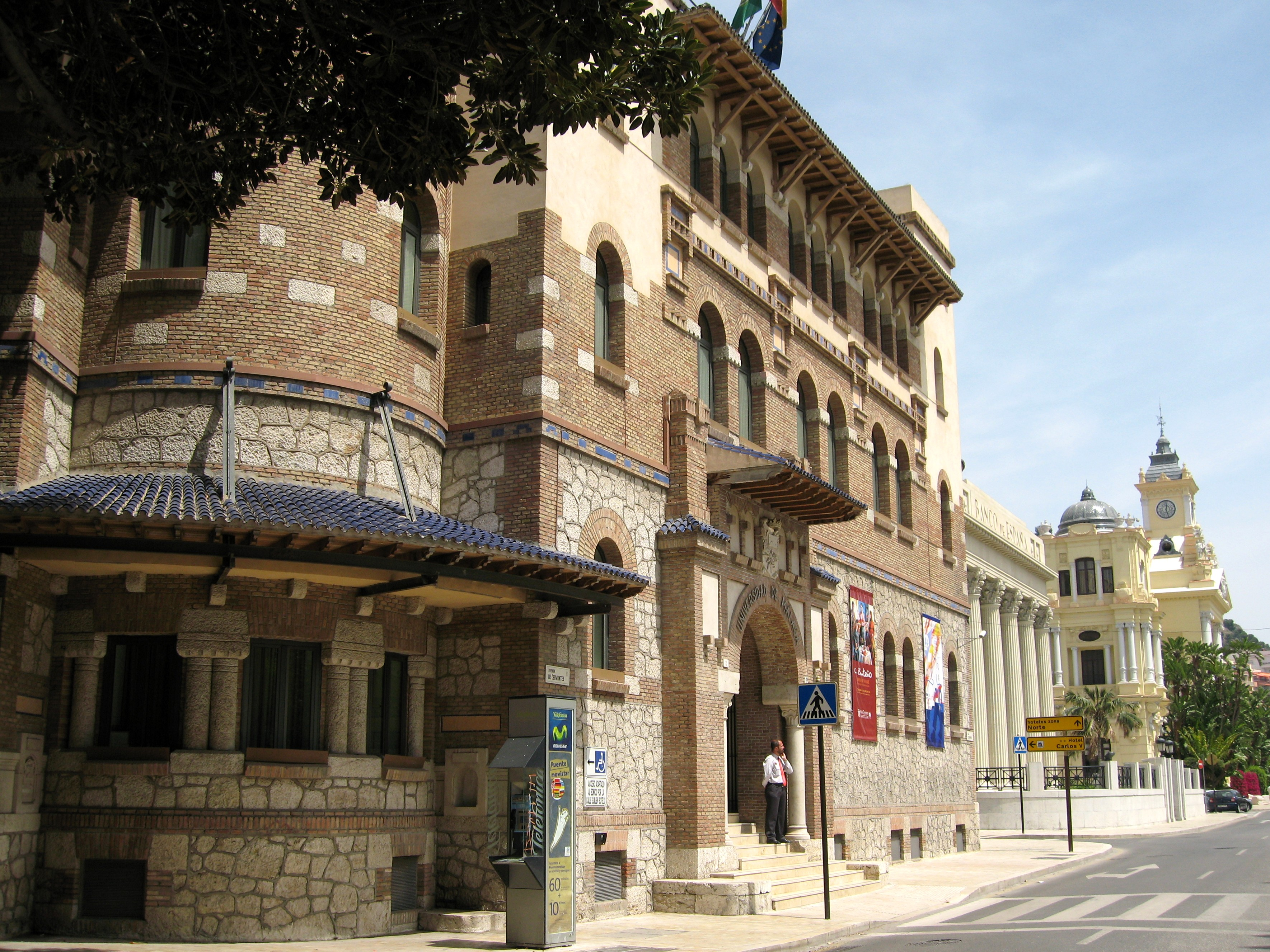
Instalaciones de la Universidad de Málaga

La Universidad de Málaga o, según sus siglas, UMA, es una universidad pública española, fundada en 1972. En ella estudian cerca de 40 000 alumnos y trabajan cerca de 2450 profesores. Oferta 63 titulaciones de grado y 120 de posgrado, entre programas de doctorado, másteres y titulaciones propias. Las enseñanzas se imparten en 19 centros por profesores adscritos a 81 departamentos.
La inmensa mayoría de la docencia se articula en torno a dos campus en Málaga, aunque también se mantiene la oferta en centros repartidos en el centro urbano, así como en Ronda y Antequera.
Es impulsora, junto con la Universidad de Sevilla, del proyecto Andalucía TECH, que obtuvo la categoría de Campus de Excelencia Internacional otorgada por el Ministerio de Educación de España.

## Datos de la UMA
Datos generales
- N.º de profesores: 2578
- N.º de alumnos: 35 322 (matriculados en grados: 30 740; estudiantes de titulaciones a extinguir: 538; estudiantes de máster: 2631; estudiantes de doctorado: 1413)
- N.º de personal de administración y servicios: 1948
- N.º de departamentos universitarios: 81

Oferta universitaria
- N.º de grados y dobles grados: 63
- N.º de programas de doctorado: 22
- N.º de máster: 68
- N.º de títulos propios de posgrado: máster: 38, experto: 25, cursos especializados: en torno a 100 cursos durante el curso

Investigación
- Grupos de investigación: 255, según el catálogo de oferta de I+D+i de la UMA, Grupos de investigación
- Cartera de patentes registradas: 210

Biblioteca
- Volúmenes de libros: 1 051 915; de los cuales 267 331 son electrónicos
- Revistas: 25 464 títulos de revistas suscritas, de las cuales 21 020 en formato digital
- Puestos de lectura: 4912

## Historia e información

### El comienzo
La historia de la Universidad de Málaga empezó en 1968 con la creación de la Asociación de Amigos de la Universidad de Málaga. Esta asociación, que contaba entre sus miembros con importantes personalidades a nivel local, buscaba la creación de la universidad debido a las necesidades de la ciudad, puesto que era la única ciudad con una población superior a 300 000 habitantes que carecía de ella. Su actividad, junto con el apoyo de los medios de comunicación, consiguió concienciar a la ciudadanía malagueña de la importancia de poseer una universidad en la provincia.
La Universidad de Málaga fue fundada por decreto de 18 de agosto de 1972 tras un largo proceso, agrupando centros ya existentes a finales de los años 60: la Escuela de Peritos (1927), la Escuela Normal (1846), la Facultad de Económicas —dependiente en ese momento de la Universidad de Granada— (1963) y el Seminario (1587), donde se impartía filosofía y teología.
En el momento de la creación, la universidad disponía de la Facultad de Ciencias Económicas y Empresariales y la Facultad de Medicina, esta última creada tras la ratificación del decreto. Su primera ubicación fue el campus de El Ejido junto con varios centros administrativos repartidos por la ciudad. Además, dispone de una escuela de enfermería fuera de la capital, en Ronda, y una escuela de magisterio en Antequera.

### Traslado a Teatinos
Poco a poco, las facultades van cambiando de ubicación hacia el distrito de Puerto de la Torre, que se encontraba por aquel entonces prácticamente sin urbanizar. Así sucedió con la facultad de Filosofía y Letras, que en principio se situaba en dos edificios del centro de la ciudad y que en 1985 se instaló  definitivamente en el nuevo campus de Teatinos. A esta facultad se le sumarían la Facultad de Ciencias, así como otros centros que fueron fijando allí su sede.

### Últimos años: innovación y apoyo tecnológico
Tras varios años de cambio constante, ha llegado a ser una universidad pública con una media de 37 000 alumnos matriculados por año y 4000 graduados anuales (2002) que trabajan codo a codo con 1800 investigadores (2001). Desde el año 2000, destaca en la apuesta y promoción de la investigación tecnológica en Andalucía con proyectos como Andalucía TECH, campus de excelencia internacional; su colaboración con el Parque Tecnológico de Andalucía o el supercomputador Picasso en 2007.
Entre sus últimos proyectos, destaca la puesta en marcha de Link by UMA-ATech, importante espacio de convivencia empresarial, universitaria e innovadora donde los emprendedores crean sus empresas y progresan en ellas desde cero. Además, aquí los negocios ya consolidados encuentran nuevas vías para seguir creciendo. Link reúne a asociaciones, estudiantes, empresas, emprendedores y todo tipo de expertos para compartir ideas, aprender y crecer juntos.
El fomento del empleo entre los alumnos egresados es otro de los puntos estratégicos de la Universidad de Málaga, que cuenta con el servicio específico de Empleabilidad y Emprendimiento que gestiona prácticas de empresas con diversos organismos y entidades, ofertas laborales así como actividades de orientación y formación. Además, cada año se celebra en la Universidad de Málaga la Feria de Empleo que reúne en el campus a multitud de empresas con el fin de establecer lazos y contactos con los estudiantes.
Por otro lado, la sostenibilidad y el respeto al medio ambiente son valores que se constituyen como señas de identidad de la Universidad de Málaga. A través del Vicerrectorado de Smart-Campus, se organizan durante todo el año multitud de actividades entre las que destacan la Semana Verde, varios concursos y diversos voluntariados en enclaves naturales de Málaga y su provincia.

#### Campus de Excelencia Internacional
Desde 2008, la universidad comenzó a preparar su proyecto para presentarse como campus de excelencia internacional a la convocatoria organizada por el Ministerio de Educación en el año 2009. En ese año, su candidatura se quedó a las puertas de pasar a la selección final, obteniendo una mención de ‘Campus Excelente de Investigación y Transferencia’ por dos proyectos: uno de turismo y otro de patrimonio, por lo que un año después volvería a intentarlo. 
Es entonces cuando surge Andalucía TECH, como proyecto conjunto con la Universidad de Sevilla para presentarse a la convocatoria. Su apuesta se centra en el desarrollo tecnológico en Andalucía, con una especial atención a las nuevas energías, la biotecnología y comunicaciones. Destacan la participación, además, de los parques tecnológicos de la comunidad autónoma y fuerte apoyo del gobierno andaluz.
Fue en 2010 cuando por fin obtuvo el reconocimiento de campus de excelencia tras pasar por un comité de nueve expertos de prestigio internacional, que valoraron no solo la cantidad de agentes agregados al proyecto, sino también la relevancia empresarial, política, económica y social de  estos.
El CEI Andalucía Tech está especializado en Tecnologías de la Producción, Información, Comunicaciones y Biotecnología y cuenta con seis “Polos de Excelencia”: Aeroespacial, Biotecnología para una Sociedad Saludable, Comunicaciones y Movilidad, Energía y Medio Ambiente, Turismo y Desarrollo Territorial, y Transporte.
La creación de este campus único entre las Universidades de Sevilla y Málaga ha supuesto la creación de grados conjuntos que permiten a los estudiantes obtener un título certificado por ambas instituciones y que intentan adaptarse a las nuevas necesidades de la sociedad, como los grados en Estudios de Asia Oriental, Bioquímica, Ingeniería de la Energía, Ingeniería de la Salud, Ingeniería de Organización Industrial e Ingeniería Electrónica, Robótica y Mecatrónica.

#### Investigación
Actualmente, la Universidad de Málaga cuenta con 263 grupos de investigación, 44 proyectos internacionales, 92 proyectos de Plan Nacional y 7 proyectos nacionales colaborativos. Además, suma 532 convenios y contratos con empresas o entidades y una cartera de 248 patentes. La UMA también dispone de una moderna red de infraestructuras de investigación que aglutina una gran variedad de laboratorios.

#### Movilidad
La estancia en otras universidades, tanto nacionales como internacionales, supone un enriquecimiento, no sólo para la vida profesional, sino también personal. La UMA promueve la posibilidad de estudiar parte de los estudios en otra universidad extranjera con programas en Europa, Norteamérica, Iberoamérica, Asia y Oceanía. Para ello, existe un conjunto de Programas y Becas de ayuda que puedes solicitar. Asimismo, la Universidad de Málaga recibe cada año a cientos de estudiantes con el objetivo de completar aquí su formación universitaria.

#### Igualdad
La Universidad de Málaga cuenta con una Unidad de Igualdad, que se crea haciendo realidad el firme compromiso  y apuesta con las políticas activas de igualdad que viene desarrollando la institución y dando cumplimiento a la disposición adicional duodécima de la Ley Orgánica 4/2007 de Universidades, publicada en el Boletín Oficial del Estado el 13 de abril de 2007 y que modificaba la Ley de Universidades de 2001.
El objetivo de la Unidad de Igualdad es el desarrollo de las funciones realizadas con el principio de igualdad entre hombres y mujeres. Entre sus principales logros destacan la puesta en marcha de los protocolos contra el acoso sexual por razón de sexo y por orientación sexual e identidad de género, así como del protocolo para la actuación en casos de transexualidad, transgeneridad e intersexualidad.
Además, la Universidad de Málaga, a través de la Delegación del Rector para la Igualdad y la Acción Social, junto con la Consejería para la Igualdad y Bienestar Social pone en marcha, un año más, el Aula de Mayores +55, con el objetivo de dar una oportunidad a aquellas personas que, ahora, después de la finalización de su etapa laboral o por otras circunstancias, deseen acceder a la formación y la cultura general, facilitándoles un espacio de debate cultural, social y científico, y ofreciéndoles un marco idóneo de convivencia intergeneracional.

#### Atención a la Diversidad y defensor universitario
La Universidad de Málaga, a través de su Vicerrectorado de Estudiantes, cuenta con una oficina dirigida a la atención de sus estudiantes con discapacidad (SAAD). El SAAD se dirige a orientar y atender a las personas con discapacidad, con un porcentaje de discapacidad similar o superior al 33%, que deseen ingresar o estén matriculados en la Universidad de Málaga en las Titulaciones de Grado y Másteres Oficiales, tratando de compensar y dar respuesta a las necesidades especiales que presenten derivadas de su discapacidad. El Servicio de Atención a la Diversidad lleva a cabo diferentes programas y actuaciones dirigidas a garantizar la igualdad de oportunidades y la plena integración de los estudiantes universitarios con discapacidad en la vida académica, y la sensibilización en la comunidad universitaria.
Además, la comunidad universitaria cuenta con la oficina del defensor universitario, cuyos ámbitos de actuación se centran en consultas, quejas, reclamaciones y procedimientos de mediación y conciliación.

#### Premios y reconocimientos
A lo largo de su historia, la Universidad de Málaga ha sido galardonada con diversos premios y reconocimientos. Algunos de ellos son:
Calificación de excelente entre el alumnado internacional.
Reconocimiento por su compromiso con el Pacto Mundial.
Finalista de la tercera edición de los premios ‘Telefónica Ability’, reconocimiento público a instituciones que desarrollan modelos sostenibles con la inclusión de las personas con discapacidad.
Acreditación del Instituto Cervantes para impartir español como lengua extranjera.
Premio Meridiana 2015 del Instituto Andaluz de la Mujer por campaña ‘Los Buenos Tratos’.
Insignia de Oro 2014 de la Fundación CUDECA.
Primera universidad pública española con Sello Bequal por integrar políticas de igualdad en todas sus áreas.
Primera en el ranking andaluz en el "Cuarto Informe de Transparencia de las Universidades Españolas".
"A" del Ministerio de Educación para Andalucía Tech por sus cinco años de actividad. 

## Campus

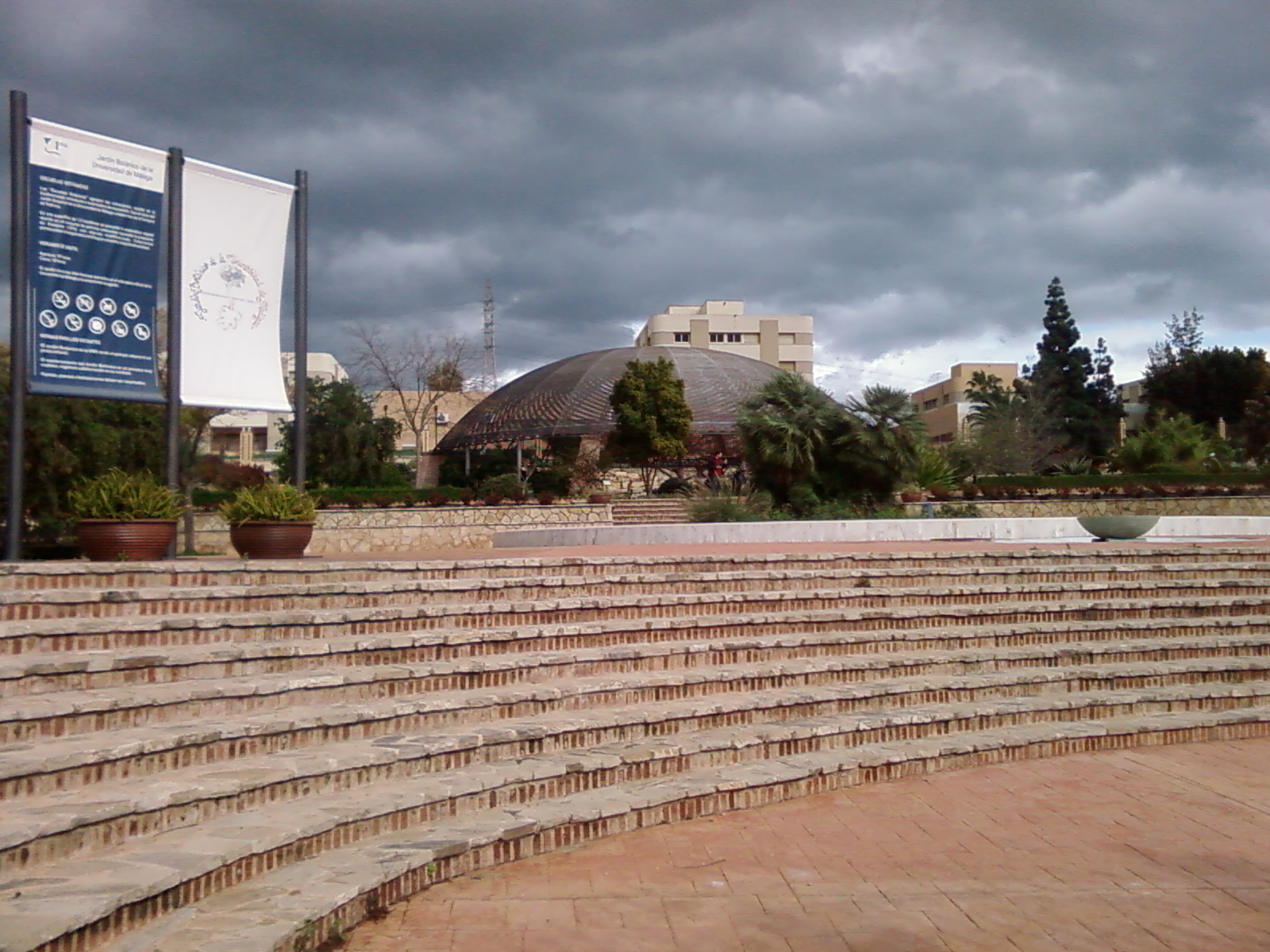
Jardín Botánico.

Si bien el rectorado de la Universidad de Málaga se encuentra en la antigua Casa de Correos y Telégrafos, en el casco histórico de la ciudad, la mayoría de sus instalaciones y centros de enseñanza se sitúan repartidos en dos campus principales:

### Campus de Teatinos
También llamado Ciudad Universitaria, está ubicado en el distrito de Puerto de la Torre. Se integra alrededor del bulevar ajardinado Louis Pasteur cerca del barrio de Teatinos, y en él se sitúan la mayoría de las facultades y escuelas técnicas: Ciencias de la Comunicación, Ciencias de la Educación, Derecho, Ingeniería Informática, Ingeniería de Telecomunicación, Turismo, Ciencias, Filosofía y Letras, Medicina, Psicología, Ingenierías Industriales, Estudios Sociales y del Trabajo, Comercio y Gestión y Ciencias de la Salud. También cuenta con cinco aularios: Aulario Gerald Brenan, Aulario López de Peñalver, Aulario Profesor Juan Antonio Ramírez (n.º 4), Aulario Rosa Gálvez (n.º 5) y Aulario Severo Ochoa.
Aquí se encuentra, además, el Jardín Botánico de la universidad y la Universidad de Incheon cuenta con una oficina en este campus para sus relaciones internacionales y para promover la movilidad entre estudiantes, profesores e investigadores de ambas instituciones académicas. También destacan otros servicios como la Biblioteca General, el Servicio de Publicaciones, el Edificio de Institutos de Investigación, la Escuela Infantil, el Complejo Deportivo Universitario, una red de Aulas de Informática y una amplia oferta de cafeterías y comedores universitarios.
Tras el proceso de ampliación, ahora alberga algunos centros de enseñanza que antes se encontraban en el El Ejido. Cuenta además con una línea de metro que conecta todo el campus.
Actualmente, el campus universitario ha puesto en marcha una serie de medidas para hacer más segura la vuelta a las clases presenciales, que habían sido suspendidas a causa del Covid- 19. Las más visibles son la instalación de geles hidroalcohólicos de manos en todas las entradas y salidas, además de la instalación de códigos QR que deben escanearse al entrar y salir de las instalaciones, para poder llevar un seguimiento de posibles infectados. Por otro lado, se han reducido el aforo de las aulas para una educación más segura. 

### Campus de El Ejido
Situado en el distrito centro de Málaga, fue la primera zona donde se concentraron las instalaciones de la universidad y que actualmente se están trasladando a Teatinos. Sin embargo, todavía permanecen en él la Facultad de Ciencias Económicas y Empresariales, la Facultad de Bellas Artes, la Escuela Técnica Superior de Arquitectura, el Paraninfo y el Pabellón de Gobierno.

### Otras ubicaciones
La Universidad de Málaga también cuenta con diversos centros repartidos por toda la ciudad, que no pertenecen a ninguno de los dos campus:
- Edificio de los Cursos de Español para Extranjeros de la UMA, situado en el antiguo edificio de la Facultad de Ciencias del Trabajo en El Palo. Anteriormente situado en la Avenida de Andalucía.
- Residencia Universitaria Alberto Jiménez Fraud, situado en el barrio de La Barriguilla.
- Centro de Experimentación Grice-Hutchinson situado junto a la MA-21, cerca de San Julián.

Otros centros en la provincia de Málaga:
- Escuela Universitaria de Enfermería de Ronda
- Escuela Universitaria de Magisterio de Antequera

En el Parque Tecnológico de Andalucía se integran el Centro de Tecnología de la Imagen de la UMA y la Oficina de Transferencia de Resultados de la Investigación (OTRI). El patrimonio de la Universidad de Málaga se completa con el edificio de Bioinnovación y la Estación Experimental La Mayora.

## Organización

### Gobierno
Los órganos de gobierno de la Universidad de Málaga se estructuran en tres niveles jerárquicos:
- Consejo de Dirección: formado por el Rector, los Vicerrectores, el Gerente y el secretario general.[32]

- Rector: Juan Teodomiro López Navarrete
- Secretaria general: Elsa Marina Álvarez González
- Vicerrector de Ordenación Académica y Profesorado: Bartolomé Andreo Navarro
- Vicerrector de Investigación y Divulgación Científica: Antonio José Morales Siles
- Vicerrector de Estudiantes, Empleabilidad y Emprendimiento: Juan Carlos Rubio Romero
- Vicerrectora de doctorado y posgrado: Rocío Ponce Ortiz
- Vicerrector de transferencia, empresa y transformación digital: Enrique Márquez Segura
- Vicerrectora de Proyectos Estratégicos, Relaciones Institucionales y Bienestar Universitario: Dña. Susana Cabrera Yeto
- Vicerrector de Transferencia, Empresa y Transformación Digital: D. Enrique Márquez Segura
- Vicerrector de Infraestructuras y Sostenibilidad: D. Salvador Merino Córdoba
- Vicerrector Vicerrector de Comunicación, Gabinete y Proyección Universitaria: D. Francisco Javier Paniagua Rojano
- Vicerrectora de Cultura: Dña. Rosario Gutiérrez Pérez
- Vicerrector para la Reforma Estatutaria, Relaciones de Empleo y Negociación Colectiva: D. Francisco Adolfo Vila Tierno
- Vicerrectora de Internacionalización: Dña. María Zaida Díaz Cabiale
- Vicerrectora de Igualdad y Política Social: Dña. María José Berlanga Palomo
- Delegado del Rector en Materia de Personal: D. Jesús Bonill Jiménez
- Delegado del Rector para la Coordinación de los Servicios y la Inspección: D. Sergio Cañete Hidalgo

## Facultades y escuelas
La Universidad de Málaga está formada por 4 escuelas, 13 facultades, 2 centros adscritos y 5 aularios:
| Fotografía                                                                         | Facultad                                           | Grados ofrecidos                                                     | Ubicación          |
| ---------------------------------------------------------------------------------- | -------------------------------------------------- | -------------------------------------------------------------------- | ------------------ |
|                                                                                    | E. de Ingenierías Industriales                     | Ingeniería en Diseño Industrial y Desarrollo del Producto            | Campus de Teatinos |
| Ingeniería Eléctrica                                                               | E. de Ingenierías Industriales                     |                                                                      | Campus de Teatinos |
| Ingeniería Electrónica Industrial                                                  | E. de Ingenierías Industriales                     |                                                                      | Campus de Teatinos |
| Ingeniería Mecánica                                                                | E. de Ingenierías Industriales                     |                                                                      | Campus de Teatinos |
| Ingeniería en Tecnologías Industriales                                             | E. de Ingenierías Industriales                     |                                                                      | Campus de Teatinos |
| Ingeniería Electrónica, Robótica y Mecatrónica                                     | E. de Ingenierías Industriales                     |                                                                      | Campus de Teatinos |
| Ingeniería de la Energía                                                           | E. de Ingenierías Industriales                     |                                                                      | Campus de Teatinos |
| Ingeniería de Organización Industrial                                              | E. de Ingenierías Industriales                     |                                                                      | Campus de Teatinos |
|                                                                                    | E.T.S.I. de Telecomunicación                       | Grado en Ingeniería de Tecnologías de Telecomunicación               | Campus de Teatinos |
| Grado en Ingeniería de Sistemas de Telecomunicación                                | E.T.S.I. de Telecomunicación                       |                                                                      | Campus de Teatinos |
| Grado en Ingeniería de Sistemas Electrónicos                                       | E.T.S.I. de Telecomunicación                       |                                                                      | Campus de Teatinos |
| Grado en Ingeniería de Sonido e Imagen                                             | E.T.S.I. de Telecomunicación                       |                                                                      | Campus de Teatinos |
| Grado en Ingeniería Telemática                                                     | E.T.S.I. de Telecomunicación                       |                                                                      | Campus de Teatinos |
| Doble Grado en Ingeniería de Tecnologías de Telecomunicación y Matemáticas         | E.T.S.I. de Telecomunicación                       |                                                                      | Campus de Teatinos |
| E.T.S.I. Informática                                                               | Grado en Ingeniería Informática                    |                                                                      | Campus de Teatinos |
| E.T.S.I. Informática                                                               | Grado en Ingeniería del Software                   |                                                                      | Campus de Teatinos |
| E.T.S.I. Informática                                                               | Grado en Ciberseguridad e Inteligencia Artificial  |                                                                      | Campus de Teatinos |
| E.T.S.I. Informática                                                               | Grado en Ingeniería de la Salud                    |                                                                      | Campus de Teatinos |
|                                                                                    | Facultad de Ciencias                               | Grado en Biología                                                    | Campus de Teatinos |
| Grado en Bioquímica                                                                | Facultad de Ciencias                               |                                                                      | Campus de Teatinos |
| Grado en Ciencias Ambientales                                                      | Facultad de Ciencias                               |                                                                      | Campus de Teatinos |
| Grado en Matemáticas                                                               | Facultad de Ciencias                               |                                                                      | Campus de Teatinos |
| Grado en Ingeniería Química                                                        | Facultad de Ciencias                               |                                                                      | Campus de Teatinos |
| Grado en Química                                                                   | Facultad de Ciencias                               |                                                                      | Campus de Teatinos |
|                                                                                    | Facultad de Filosofía y Letras                     | Grado en Estudios Ingleses                                           | Campus de Teatinos |
| Grado en Filología Clásica                                                         | Facultad de Filosofía y Letras                     |                                                                      | Campus de Teatinos |
| Grado en Filología Hispánica                                                       | Facultad de Filosofía y Letras                     |                                                                      | Campus de Teatinos |
| Grado en Filosofía                                                                 | Facultad de Filosofía y Letras                     |                                                                      | Campus de Teatinos |
| Grado en Historia                                                                  | Facultad de Filosofía y Letras                     |                                                                      | Campus de Teatinos |
| Grado en Historia del Arte                                                         | Facultad de Filosofía y Letras                     |                                                                      | Campus de Teatinos |
| Grado en Traducción e Interpretación                                               | Facultad de Filosofía y Letras                     |                                                                      | Campus de Teatinos |
| Grado en Geografía y Gestión del Territorio                                        | Facultad de Filosofía y Letras                     |                                                                      | Campus de Teatinos |
| Doble Grado en Educación Primaria y Estudios Ingleses                              | Facultad de Filosofía y Letras                     |                                                                      | Campus de Teatinos |
| Doble Grado en Turismo y Traducción e Interpretación                               | Facultad de Filosofía y Letras                     |                                                                      | Campus de Teatinos |
|                                                                                    | Facultad de Medicina                               | Grado en Medicina                                                    | Campus de Teatinos |
|                                                                                    | Facultad de Psicología y Logopedia                 | Grado en Logopedia                                                   | Campus de Teatinos |
| Grado en Psicología                                                                | Facultad de Psicología y Logopedia                 |                                                                      | Campus de Teatinos |
|                                                                                    | Facultad de Ciencias de la Educación               | Grado en Educación Infantil (también en E.U. Magisterio (Antequera)) | Campus de Teatinos |
| Grado en Educación Primaria                                                        | Facultad de Ciencias de la Educación               |                                                                      | Campus de Teatinos |
| Grado en Educación Social                                                          | Facultad de Ciencias de la Educación               |                                                                      | Campus de Teatinos |
| Grado en Pedagogía                                                                 | Facultad de Ciencias de la Educación               |                                                                      | Campus de Teatinos |
| Doble Grado en Educación Primaria y Estudios Ingleses                              | Facultad de Ciencias de la Educación               |                                                                      | Campus de Teatinos |
|                                                                                    | Facultad de Derecho                                | Grado en Derecho                                                     | Campus de Teatinos |
| Grado en Criminología                                                              | Facultad de Derecho                                |                                                                      | Campus de Teatinos |
| Doble Grado en Derecho y Administración y Dirección de Empresas                    | Facultad de Derecho                                |                                                                      | Campus de Teatinos |
|                                                                                    | Facultad de Comercio y Gestión                     | Grado en Gestión y Administración Pública                            | Campus de Teatinos |
| Grado en Marketing e Investigación de Mercados                                     | Facultad de Comercio y Gestión                     |                                                                      | Campus de Teatinos |
| Facultad de Estudios Sociales y del Trabajo                                        | Grado en Relaciones Laborales y Recursos Humanos   |                                                                      | Campus de Teatinos |
| Facultad de Estudios Sociales y del Trabajo                                        | Grado en Trabajo Social                            |                                                                      | Campus de Teatinos |
| Facultad de Ciencias de la Comunicación                                            | Grado en Comunicación Audiovisual                  |                                                                      | Campus de Teatinos |
| Facultad de Ciencias de la Comunicación                                            | Grado en Periodismo                                |                                                                      | Campus de Teatinos |
| Facultad de Ciencias de la Comunicación                                            | Grado en Publicidad y Relaciones Públicas          |                                                                      | Campus de Teatinos |
| Facultad de Turismo                                                                | Grado en Turismo                                   |                                                                      | Campus de Teatinos |
| Facultad de Turismo                                                                | Grado en Ciencias Gastronómicas y Gestión Hotelera |                                                                      | Campus de Teatinos |
|                                                                                    | E.T.S. de Arquitectura                             | Grado en Fundamento de la Arquitectura                               | Campus del Ejido   |
|                                                                                    | Facultad de Bellas Artes                           | Grado en Bellas Artes                                                | Campus del Ejido   |
|                                                                                    | Facultad de Ciencias Económicas y Empresariales    | Grado en Administración y Dirección de Empresas                      | Campus del Ejido   |
| Grado en Economía                                                                  | Facultad de Ciencias Económicas y Empresariales    |                                                                      | Campus del Ejido   |
| Grado en Finanzas y Contabilidad                                                   | Facultad de Ciencias Económicas y Empresariales    |                                                                      | Campus del Ejido   |
| Doble Grado en Economía y Administración y Dirección de Empresas                   | Facultad de Ciencias Económicas y Empresariales    |                                                                      | Campus del Ejido   |
| Doble Grado en Finanzas y Contabilidad y en Administración y Dirección de Empresas | Facultad de Ciencias Económicas y Empresariales    |                                                                      | Campus del Ejido   |
| Doble Grado en Administración y Dirección de Empresas y Derecho                    | Facultad de Ciencias Económicas y Empresariales    |                                                                      | Campus del Ejido   |
|                                                                                    | Facultad de Ciencias de la Salud                   | Grado en Enfermería (también en E.U. Enfermería (Ronda))             | Campus de Teatinos |
| Grado en Fisioterapia                                                              | Facultad de Ciencias de la Salud                   |                                                                      | Campus de Teatinos |
| Grado en Podología                                                                 | Facultad de Ciencias de la Salud                   |                                                                      | Campus de Teatinos |
| Grado en Terapia Ocupacional                                                       | Facultad de Ciencias de la Salud                   |                                                                      | Campus de Teatinos |

## Cultura
Como centro de enseñanza e investigación superior, la Universidad de Málaga realiza una importante actividad cultural y de divulgación científica, fundamentalmente orientada a la provincia. Entre las actividades que realiza, destaca especialmente el FANCINE o Festival de Cine Fantástico de Málaga, así como el Coro y la Orquesta de Cámara de la Universidad de Málaga. 

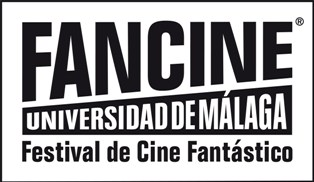
Cartel del Festival de Cine Fantástico.

### Contenedor Cultural
El Contenedor Cultural es un lugar de proyección de nuevos talentos, principalmente estudiantes de las 10 universidades públicas de Andalucía, donde se puede encontrar las propuestas más alternativas e innovadoras del panorama cultural actual. 
Aquí el estudiante tiene un espacio libre de creación y de oferta cultural. Creaciones de cine, teatro, danza, música, talleres y cualquier proyecto imaginable. Tanto espectadores como creadores pueden disfrutar del nuevo Contenedor en el Campus de Teatinos.

### Festival de Cine Fantástico
Fancine, como también se le conoce al Festival de Cine Fantástico de la Universidad de Málaga, es un festival anual de cine que se celebra en Málaga desde 1990 ininterrumpidamente dedicado al cine fantástico y de ficción. Es uno de los festivales más veteranos de la comunidad andaluza y destaca por ser el único festival de sus características en España financiado por una universidad pública.

### Coro y orquesta
El coro de la universidad nació en enero de 2004. Formado en principio por un pequeño grupo de estudiantes que ensayaban para cantar música del siglo XVI, pronto comenzó a crecer hasta que finalmente se vinculó definitivamente a la institución al comenzar a depender directamente del Vicerrectorado de Cultura, y en la actualidad está formado por unas veinticinco personas todas ellas pertenecientes a la comunidad universitaria (alumnos, profesores, y personal). Participa frecuentemente en conciertos por toda la provincia de Málaga, especialmente en la Semana Santa, así como en los actos oficiales de la Universidad.
Su repertorio abarca la música del renacimiento español y en especial las obras compuestas por Tomás Luis de Victoria y los andaluces Francisco Guerrero y Cristóbal de Morales.
Junto con el coro, la universidad también cuenta con una orquesta de cámara.

### Ridhom Uma
La Asociación de Teatro “Ridhom” nace con el fin de difundir y desarrollar el teatro en todos sus ámbitos, la danza, el baile y el canto. Tienen como objetivo considerar al Teatro como un hecho cultural, dando la oportunidad a los estudiantes de la Facultad de Educación de la Universidad de Málaga especialmente, de participar en las obras que serán representadas en la Facultad, en la universidad y en otros teatros de la provincia. Pretenden generar una actividad entretenida y lúdica seleccionando obras y adaptaciones teatrales, además de las creadas por la asociación o por los miembros de esta. Buscan promover y realizar Teatro, además de enriquecer las capacidades teatrales de los interesados buscando despertar el interés por el Teatro, a través de su estudio, promoción y difusión. 
Es un grupo de Teatro joven que llevan juntos desde 2012 realizando proyectos en la Facultad de Educación como el musical de “Grease”, el musical de “Hoy no me puedo levantar” y "Los 40 principales".  Este curso 2015/16 tienen pensando volver a representar “El mago de Oz”. Ponen todo su empeño e ilusión en cada proyecto que realizan, buscando siempre el mejor resultado posible.
Para poder participar en Ridhom no es necesario tener experiencia teatral previa, lo único que se pide es que los interesados e interesadas tengan ganas de hacer teatro.

## Deportes
La Universidad de Málaga compite en los campeonatos de España Universitarios que organiza el Comité Español de Deporte Universitario, tanto a nivel autonómico como nacional, ofreciendo a sus alumnos la posibilidad de formar parte de sus equipos. En 2011 consiguió el primer puesto en el medallero en la fase autonómica. En 2008, ganó el campeonato de España Universitario de Baloncesto Masculino y desde 2006 ha conseguido 5 bronces y dos platas en el campeonato de España Universitario de Rugby Femenino. El Trofeo Junta de Andalucía 2014, que distingue a la Universidad con mejores resultados en los Campeonatos de Andalucía Universitarios, correspondió a la Universidad de Málaga.

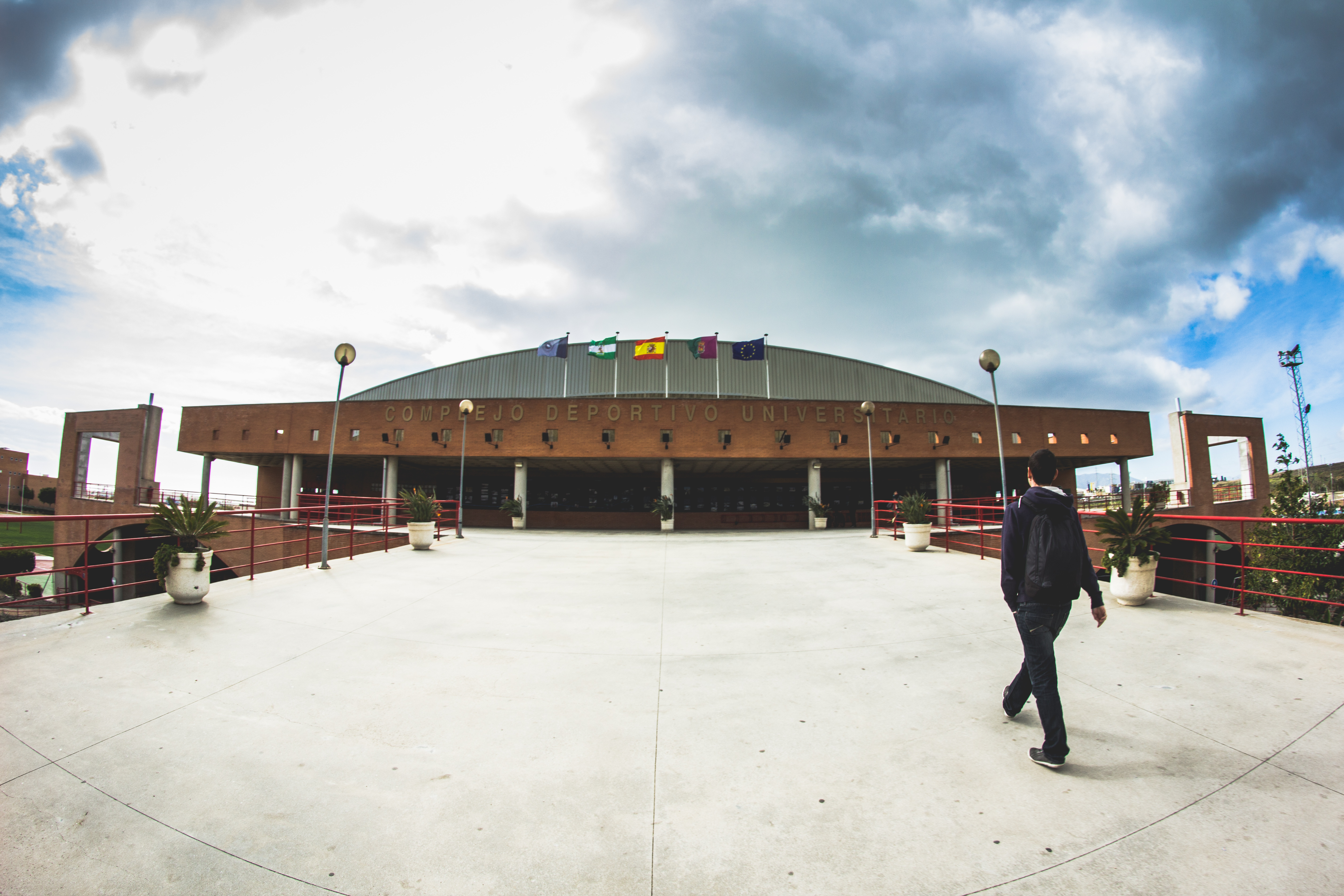
Entrada al pabellón del Complejo Deportivo Universitario.

### Instalaciones deportivas
Situadas en el campus de Teatinos, las instalaciones del complejo deportivo de la Universidad de Málaga están conformadas principalmente por una pista polideportiva cubierta de más de 2000 metros cuadrados de espacio deportivo y un aforo destinado al público de 1400 personas, usada principalmente para fútbol, baloncesto y voleibol; así como de un campo de rugby con pista de atletismo (ambos con aforo de más de 2400 personas) y un campo de fútbol de césped artificial.
También cuenta con un campo de fútbol de césped natural, una piscina climatizada, pistas polideportivas de pádel y tenis (cubiertas como al aire libre), un gimnasio y una sala cardiovascular y de fitness.
Alrededor de todo el complejo deportivo se encuentra el circuito natural de carrera destinado a realizar ejercicio físico.

## Fundación General de la Universidad de Málaga
En el año 1996 se constituyó la Fundación General de la Universidad de Málaga (FGUMA), que tiene por objetivos fomentar y difundir actividades relacionadas con la investigación y el estudio de las ciencias, la tecnología, las humanidades y artes, así como el deporte; por sí misma o junto con otras instituciones. Además, su labor es colaborar con la Universidad de Málaga, de la que desde 2017 es “medio propio”, para promover su consolidación como institución académica de prestigio, así como ayudar al progresivo aumento de la calidad en la enseñanza y la investigación al estímulo de la comunidad universitaria.
Cumpliendo con los objetivos de la entidad y a fin de complementar la formación universitaria se ofrecen una gran variedad de cursos, tanto presenciales, renovados estacionalmente, como a distancia, diseñados con carácter anual, y, en ambos casos, con reconocimiento académico, normalmente de 1 crédito ECTS.  Así mismo, a través del centro de idiomas del campus de Teatinos, la FGUMA organiza una serie de cursos de idiomas con sus exámenes oficiales correspondientes (a excepción de japonés). Estos idiomas en la actualidad son: español, inglés, alemán, italiano, japonés y coreano.
Aparte de estas dos grandes líneas de actividades de formación también organiza diversos eventos gratuitos como las charlas del ciclo “Dialogando”, donde han participado Manu Sánchez, Marta Flich o Chema Alonso, entre otros, o el reciente ciclo “Radar, ideas nuevas para un futuro común”. A todos sus eventos, actividades y cursos pueden participar cualquier ciudadano, pertenezca o no a la comunidad universitaria, aunque otorgándole a estos últimos cierta rebaja en los precios de las actividades y, en especial, de los cursos.
Así mismo, entre sus principales líneas de actuación para fomentar la innovación, la formación y el contacto con el mundo empresarial se organizan una serie de premios anuales, destacando los premios a la investigación, a la fotografía medioambiental y los premios “Spin-Off” que tienen la finalidad de “impulsar la actividad emprendedora de los universitarios malagueños (…)”.